# Чайка (поїзд)
«Чáйка» — фірмовий нічний швидкий поїзд 2-го класу Південної залізниці № 59/60 сполученням Харків — Одеса. Протяжність маршруту руху поїзда складає — 765 км. На поїзд є можливість придбати електронний квиток. 

## Історія
За часів СРСР з Харкова до Одеси курсував швидкий поїзд № 59/60 сполученням Новосибірськ — Одеса, а також на літній період призначався додатковий пасажирський поїзд № 472/473 сполученням Харків — Одеса. У 1992—1993 роках поїзду № 59/60 Новосибірськ — Одеса скорочено маршрут руху до Харкова, так як пїзд був формування Одеської залізниці і через неузгодженості Укрзалізниці та Російських залізниць поїзд під № 59/60 сполученням Новосибірськ — Одеса призначений швидкий фірмовий поїзд «Чайка» № 60/59 сполученням Харків — Одеса з щоденним графіком курсуванням.
З 5 грудня 2013 року є можливість придбати електронний квиток.
З 30 травня по 15 червня 2019 року поїзд не курсував через станцію Кропивницький через ремонт шляхопроводу. Зокрема, зміненим маршрутом і розкладом курсувавали такі поїзди: № 120/119 Запоріжжя — Львів, № 053/054 «Скіфія» Дніпро — Одеса, № 007/008 «Пальміра» Харків — Одеса, № 782/781 «Столичний експрес» Київ — Кропивницький, № 091/092 Одеса — Костянтинівка. Пасажири, які до 6 травня включно оформили проїзні документи на зазначені поїзди, у разі відмови від поїздки до відправлення поїзда мали можливість повернути проїзні документи у квиткових касах. Поїзд № 59/60 Харків — Одеса — Харків до Знам'янки курсував за діючим розкладом і маршрутом, далі зміненим маршрутом та розкладом на дільниці Знам´янка — Помічна через станцію Імені Тараса Шевченка.
З 18 березня по 20 червня 2020 року тимчасово не курсував через карантинні обмеження на COVID-19.
З 25 жовтня по 6 листопада 25 жовтня 2020 року знову був скасований через звільнення локомотивів, але незабаром був відновлений на маршруті руху з  курсуванням через день.

## Інформація про курсування
Фірмовий поїзд «Чайка» курсує цілий рік, через день. З червня по серпень впроваджений щоденний графік курсування. На маршруті руху поїзд зупиняється на 13 проміжних станціях. На станції стикування Огульці відбувається зміна локомотивів різних родів струму, станція є технічною.
| Розклад руху поїзда «Чайка» з 8 грудня 2019 року | Розклад руху поїзда «Чайка» з 8 грудня 2019 року | Розклад руху поїзда «Чайка» з 8 грудня 2019 року | Розклад руху поїзда «Чайка» з 8 грудня 2019 року | Розклад руху поїзда «Чайка» з 8 грудня 2019 року |
| Час прибуття                                     | Час відправлення                                 | Станція                                          | Час прибуття                                     | Час відправлення                                 |
| ------------------------------------------------ | ------------------------------------------------ | ------------------------------------------------ | ------------------------------------------------ | ------------------------------------------------ |
| 08:31                                            | —                                                | Харків                                           | —                                                | 17:01                                            |
| —                                                | 18:44                                            | Одеса                                            | 07:59                                            | —                                                |

Впродовж року, особливо під час курортного сезону, призначаються також декілька пар додаткових пасажирських поїздів сезонного курсування у сполученні Харків — Одеса.

## Склад поїзда
В обігу два склади поїзда формування пасажирського вагонного депо ПКВЧД-7 Харків-Сортувальний Південної залізниці, до 2019 року формувався у вагонному депо ПКВЧД-3 Одеса-Головна Одеської залізниці.
Поїзду встановлена схема з 17 фірмових вагонів 2-го класу різного класу комфортності::
- 7 купейних (№ 1—4, 6—8);
- 1 вагони класу «Люкс» (№ 5);
- 9 плацкартних (№ 9—17).